# Шнайдер, Рогер
Рогер Шнайдер (нем. Roger Schneider; 22 мая 1983, Цюрих — 17 января 2020) — швейцарский конькобежец. Участник чемпионатов мира и Европы. Участник Олимпийских игр 2010 года в Ванкувере, на дистанции 5000 м занял 24-е место.
Наибольших успехов достиг в беге на роликах, победитель различных роликовых марафонов, рекордсмен мира в марафоне.
Ушёл из жизни 17 января 2020 года.